# Popol Vuh

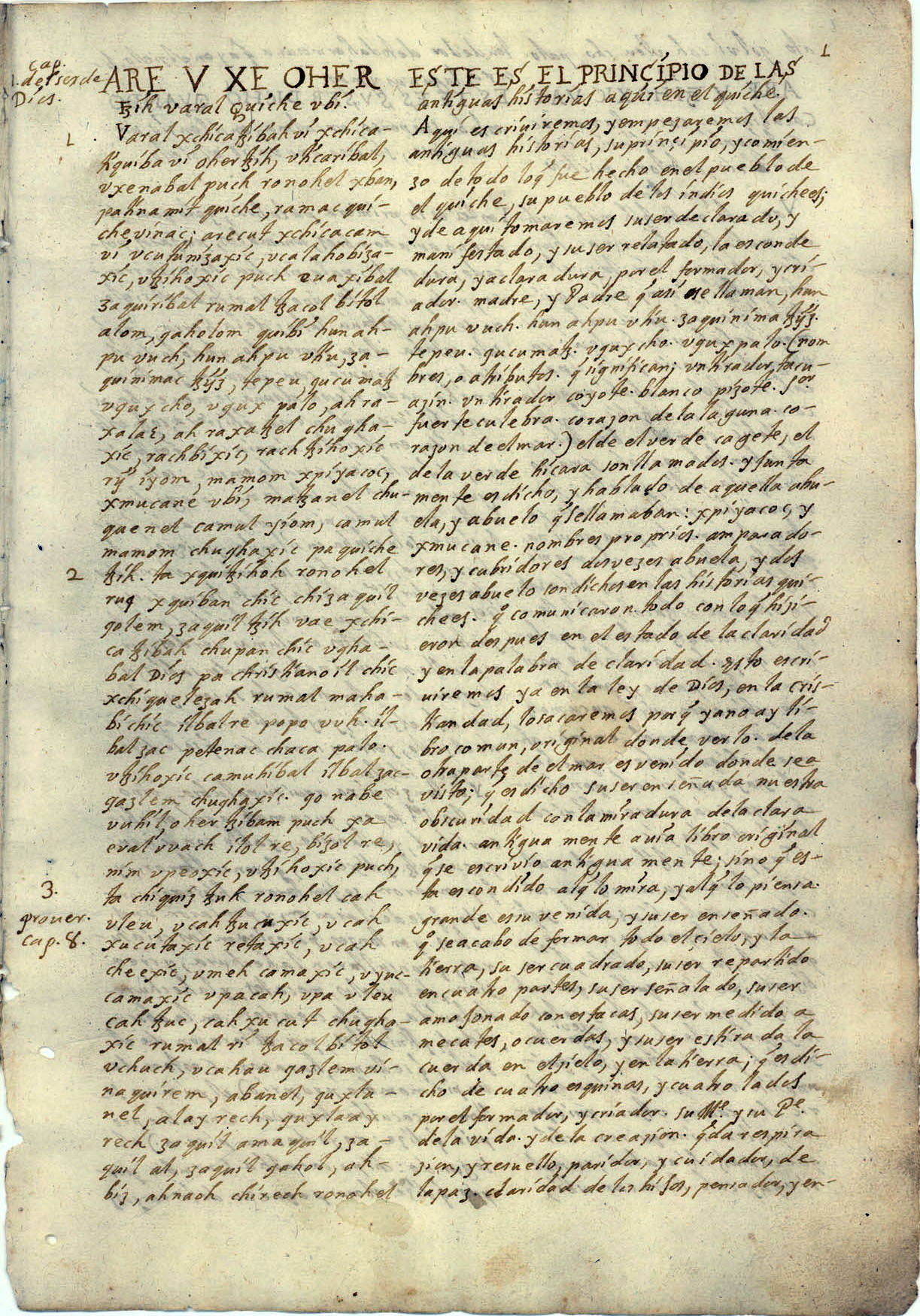
Nejstarší dochovaný zápis knihy (18. století)

Popol Vuh, nebo také španělsky Libro del Consejo [libro del konsecho], či Libro del Común [libro del komun] je kniha o mayské mytologii zapsaná v jazyce quiché kmene Quiché v dnešní Guatemale. Jedná se o hlavní věroučnou knihu Mayů. Popol Vuh je rozdělen na čtyři hlavní části.

## Kniha první
Pojednává o stvoření světa a pokusy o stvoření lidí; zničení nepodařeného lidstva a nepravých božstev.

## Kniha druhá
Pojednává o vítězství světla nad tmou a o činech božských reků v Xibalbě.

## Kniha třetí
Se zabývá dobou předků; čekáním na světlo a putováním z pravlasti. Předkové žili v temnotě, proto odpluli v lodích na západ, aby našli slunce. Když našli zemi, odebrali se do svého nového domova v horách. V této knize se říká, že předkové Mayů přišli z druhé strany moře, kde vychází slunce.

## Kniha čtvrtá
Líčí vznik quicheského státu a jejich nadvládu nad ostatními kmeny.